# Сахравійська песета
Сахравійська песета (араб. لبيزيتا الصحراوي) — офіційна грошова одиниця Сахарської Арабської Демократичної Республіки — частково визнаної держави, розташованої на частини території Західної Сахари, контрольованої Фронтом Полісаріо. Фактично на цій території в обігу використовуються марокканський дирхам, алжирський динар, мавританська угія і євро. Міжнародне позначення валюти в стандарті ISO відсутня, неофіційно застосовується позначення — EHP.
Курс сахравійської песети був прив'язаний до курсу іспанської песети 1:1. З 2002 року встановлено курс до євро: 1 євро = 166,386 песет.

## Історія
Перші сахравійські песети були випущені в 1990 році як колекційні монети, а в 1992 році вийшов випуск стандартних монет номіналом 1, 2 і 5 песет. В даний час випущені стандартні монети номіналом 1, 2, 5 і 50 песет. Крім того, в 1990—1997 і 2004 роках був випущений цілий ряд пам'ятних монет на честь різних подій в світі і в регіоні, номіналом 100, 200, 500, 1000, 5000, 40 000 песет з різного металу: мідь, сплав міді і нікелю, нікельована сталь, срібло, золото.
У 2006 році були випущені колекційні монети серії Cabo Dakhla з подвійним номіналом — у песетах і марокканських дирхамах за курсом 100 песет = 5 дирхамів: на одному боці монети вказаний номінал у песетах (латиницею), на інший — в дирхамах (арабською в'яззю). У цій серії були випущені монети номіналом 1, 5, 10, 25, 50, 100, 200 і 500 песет. Про причетність до емісії цих монет Фронту Полісаріо немає даних.